# Lyn May
Liliana Mendiola Mayanes (chino: 林买, pinyin, [lin măi]; Acapulco de Juárez), conocida como Lyn May, es una vedette, cantante y actriz mexicana. Se convirtió en una de las vedettes más populares de México entre las décadas de los setenta y los ochenta, así como un prominente símbolo sexual y una de las principales artistas del cine de ficheras.
Fuera de los medios de entretenimiento, adquirió notabilidad por sus diversas cirugías estéticas, en especial por una mala praxis facial, misma que le provocó un desfiguramiento irreversible en el rostro.

## Biografía y carrera

### Primeros años
Liliana Mendiola Mayanes nació en Acapulco de Juárez, Guerrero, siendo la mayor de cinco hermanos, todos de ascendencia china. Su infancia transcurrió en la colonia La Mira, ubicada en un cerro acapulqueño que tiene a sus pies el acantilado de La Quebrada, donde vivía con su abuela materna y su bisabuelo. Siendo apenas una niña, se vio en la necesidad de ayudar con la economía familiar, por lo que se dedicó a vender recuerdos de viaje a los turistas que visitaban Playa Hornos. Al cumplir los trece años de edad, comenzó a trabajar como mesera en una lonchería del Mercado Central, ubicado en el barrio de Cuereria. Ahí, conoció a su primer esposo, un marino mexicano de 42 años que, atraído por la menor, la pretendió hasta convencerla de casarse con él. Una vez casada, se mudó con su marido a vivir a la Ciudad de México. Allí, se establecieron en la colonia Escuadrón 201, en Iztapalapa. Después de tres años de relación y de haber tenido dos hijas con él cuando apenas tenía dieciséis años, decidió volver al puerto de Acapulco, donde le comentó a su abuela que sufría de violencia doméstica por parte de su esposo. A pesar de esto, su abuela la obligó a regresar con él. Luego de un par de años, Mayanes nuevamente se alejó de su marido, pero esta vez lo hizo de forma definitiva. En 2016, reveló que había tenido una tercera hija, pero se desconoce si también fue fruto de su primer matrimonio.
De vuelta en Acapulco, comenzó a trabajar como bailarina en el cabaret «El Zorro». Gracias a su físico y su talento en el baile, fue contratada para trabajar como bailarina en el centro nocturno Tropicana de Acapulco en 1972. En ese recinto conoció al actor y comediante mexicano Germán Valdés «Tin Tan», quien la eligió para alternar con él en una serie de sketches cómicos.

### Éxito como vedette
Luego de su temporada como bailarina en el Tropicana de Acapulco, Liliana llamó la atención del periodista Pedro Cardona, quien la convenció de viajar a la Ciudad de México el año 1973 para integrarse al cuadro de bailarinas del popular programa de televisión mexicano Siempre en Domingo, conducido por Raúl Velasco. El cuadro lo integraban otras nueve bailarinas encabezadas por la vedette Olga Breeskin. Liliana aprendió, con una instructora profesional, a bailar danzas tribales, hawaiano y tahitiano.[cita requerida]
Por motivos económicos, empezó a trabajar en el cabaret «Social». Más tarde, conoció al empresario Enrique Lombardini, quien en ese momento fungía como administrador del Teatro de la Ciudad Esperanza Iris, en ese entonces famoso por sus shows de burlesque. Liliana fue contratada para presentarse como vedette en dicho recinto. Al cabo de algunos días, realizó su primer desnudo en el escenario. En ese momento, compartió escena con otras famosas vedettes de la época, como Gloriella, Cleopatra y Yesenia, quienes, celosas del éxito de Liliana, solicitaron que fuera expulsada del espectáculo. Liliana trabajó un tiempo en el cabaret Savoy. Ante la petición del público, Lombardini la contrató nuevamente y la lanzó como estrella del Esperanza Iris, bautizándola con el nombre de Lyn May: La Diosa del Amor.[cita requerida]
En 1974, el cineasta Alberto Isaac eligió a Lyn May luego de ver su espectáculo en el Esperanza Iris, para integrarse al reparto de la película Tívoli, donde retrata con nostalgia el ambiente nocturno de la Ciudad de México durante las décadas de 1950 y 1960. La película le abrió las puertas del cine.[cita requerida]
Ante el éxito de Tívoli, se convirtió en una de las vedettes más cotizadas de México. Durante seis años, estelarizó un show como vedette en el mítico  Teatro Blanquita. Allí compartió créditos con El Rey del Mambo, Dámaso Pérez Prado, quien compuso un mambo inspirado en ella titulado El mango de Lyn Más adelante, Lyn fue contratada para aparecer en la película Las ficheras grabada en 1976, una secuela de la cinta Bellas de noche (1975), misma que se estrenó en 1977. Allí, compartió créditos con Sasha Montenegro y Jorge Rivero. Eventualmente, y de forma paralela a sus presentaciones en el Teatro Blanquita, fue contratada como una de las primeras figuras del cabaret el Capri, en Ciudad de México, donde compartió créditos con la vedette Thelma Tixou. En 1977, debutó en la televisión mexicana, en el popular programa de televisión Variedades de medianoche, conducido por el comediante Manuel "El Loco" Valdés. En 1980, participó en otra de sus películas más célebres: Burlesque, donde compartió créditos con las vedettes Angélica Chaín y la Princesa Lea.
A partir de ese momento, se consagró también como una de las figuras más populares del cine de ficheras mexicano. Participó en más de una decena de filmes pertenecientes a esa época del cine, y realizó desnudos en la mayoría de ellos. En esta década, también se convirtió en la favorita de fotógrafos como Paulina Lavista y Jesús Magaña, y modeló para ellos en numerosas sesiones fotográficas, desnuda en algunas de ellas.[cita requerida]
En 1991, fue contratada para aparecer en la telenovela Yo no creo en los hombres, producida por Lucy Orozco para la cadena Televisa.[cita requerida]

### Trabajos posteriores
En 1998, reaparece luego de varios años alejada de los medios con una participación en el video musical del tema Mr. P.Mosh de la banda de rock mexicana Plastilina Mosh. A partir de ese momento Lyn se convierte en una figura bastante mediática, apareciendo como invitada en muchos programas de espectáculos y variedades de la televisión mexicana. Lyn también ha aparecido como invitada especial en videoclips de temas musicales como  Tao Te Ching, de la agrupación oaxaqueña La China Sonidera (2016), Si tu me quisieras, de la cantante chilena Mon Laferte y Freak, de la vedette mexicana Lorena Herrera (2017).
En 2016, junto con otras vedettes como Olga Breeskin, Rossy Mendoza, Wanda Seux y la Princesa Yamal, fue homenajeada en la película documental Bellas de noche, de la cineasta María José Cuevas, misma que obtuvo un éxito masivo a nivel internacional.
En 2017, co-estelarizó la obra teatral Divas por siempre, al lado de la comunicadora Shanik Berman, el comediante Manuel "El Loco" Valdés y las también vedettes Princesa Yamal, Grace Renat y Wanda Seux.
Labora como instructora de baile tahitiano en el Hotel Plaza Caribe en la ciudad de Cancún, México. También tiene presentaciones los fines de semana en el bar del mismo establecimiento.

## Vida personal
May ha mencionado que tiene tres hijos, dos mujeres y un hombre, teniendo a su primera hija a los quince años de edad después de casarse con un marino que era treinta años mayor que ella. Un año después, tuvo a su segunda hija, pero opto por irse a vivir a Acapulco ya que, en sus propias palabras, su pareja la golpeaba mucho, declarando lo siguiente: 

«Después de que nació la segunda niña yo me fui porque me trataba muy mal. Él me decía que me iba a sacar ese chamaco, yo no sabía de qué me estaba hablando. Me pegaba porque no sabía hacer nada, era una niña. Me golpeaba tres veces al día y cuando nació mi hija, a los 16 años me vine para Acapulco con mi abuelita.»

Años después, tuvo un hijo, del cual decidió no hablar, ni tampoco revelar la identidad de la persona con quien lo procreó.

### Relaciones amorosas y matrimonios
En 1980, conoció al empresario y restaurantero Antonio Chi,un adinerado empresario, dueño de la cadena de restaurantes Siete Mares, Antonio se convierte en su segundo marido. Fue Chi, quién le adentró en el negocio de restaurante. Después de casi dos décadas de matrimonio, en 2004 Antonio Chi-Xuo fue diagnosticado con cáncer de próstata, y aunque juntos lucharon contra el terrible padecimiento, en enero de 2008, falleció, convirtiéndose  en la heredera universal de los negocios que había dejado su marido. 
Más de veinte años después, y tras quedar viuda, se reencuentra con el productor de cine, el cual también había quedado viudo meses atrás, reavivando así, el romance que había quedado inconcluso en la década de los 80.
A mediados de 2011, después de una prolongada ausencia, reaparece ante los medios de comunicación y hace público su matrimonio con Guillermo Calderón Stell, con quien, después de pasar su luna de miel en un crucero por el Caribe, se mudó a una residencia en Cancún, Quintana Roo.

## Discografía

### Álbumes
En 1979 firmó con sello Trébol de la discográfica Musart con quienes grabó su primer Long Play (LP). Su primer álbum de estudio llevó por título «Infiel» e incluía un total de diez temas,  de los cuales algunos fueron utilizados para musicalizar películas en las que la vedette aparece. El LP contaba con la participación de la Orquesta de Mario Patrón y el Mariachi América de Jesús R. de Híjar como acompañamiento musical.
| Tema                          | Autor               | Arreglista               | Director        | Duración |
| ----------------------------- | ------------------- | ------------------------ | --------------- | -------- |
| Infiel                        | Lolita de la Colina | Mario Patrón             | Jorge Navarrete | 3:40     |
| Nuestro amor se está acabando | Josué               | Jesús Rodríguez de Hijar | Jorge Navarrete | 2:37     |
| Beba lo que beba              | Lolita de la Colina | Mario Patrón             | Jorge Navarrete | 2:59     |
| Hoy por fin                   | Juan Gabriel        | Jesús Rodríguez de Híjar | Jorge Navarrete | 2:48     |
| Fumando espero                | Garzo-Viladomat     | Mario Patrón             | Jorge Navarrete | 2:20     |
| Te sigo amando                | Juan Gabriel        | Jesús Rodríguez de Híjar | Jorge Navarrete | 2:55     |
| Lo que a mi me gusta          | Lolita de la Colina | Mario Patrón             | Jorge Navarrete | 3:13     |
| Tengo miedo                   | Josué               | Jesús Rodríguez de Híjar | Jorge Navarrete | 3:00     |
| Por pura curiosidad           | Romano E. Alvarado  | Mario Patrón             | Jorge Navarrete | 3:05     |
| Cuenta conmigo                | Josué               | Jesús Rodríguez de Híjar | Jorge Navarrete | 2:40     |

En 1984 Lyn May lanza su segundo álbum de estudio bajo el nombre de «Pecado», un álbum colaborativo entre la vedette y el músico costarricense Alejandro Alvarado. En el disco también participaron los mariachis "Tenochtitlan" de Heriberto Aceves y el "Hermanos Sinatra". Incluyó once canciones de las cuales seis son covers de clásicos de la música mexicana: 
| N.º | Tema                      | Autor               | Lado |
| --- | ------------------------- | ------------------- | ---- |
| 1   | Pecado                    | Pendiente           | A    |
| 2   | Falsaria                  | La Sonora Santanera | A    |
| 3   | La cascada                | Pendiente           | A    |
| 4   | Inmensamente feliz        | Pendiente           | A    |
| 5   | Mil violines              | Pendiente           | A    |
| 6   | Ollo negro                | Pendiente           | A    |
| 7   | Y es verdad               | Pendiente           | B    |
| 9   | Caminaremos               | Pendiente           | B    |
| 10  | Quiero tus secretos       | Pendiente           | B    |
| 11  | Más allá de las estrellas | Pendiente           | B    |

Su tercer álbum de estudio llevó por título «Lyn May» y fue publicado en 1985 bajo la firma CBS, discográfica que se popularizara en la década de 1960 por producir y publicar Long Plays de agrupaciones musicales como Los Teen Tops y Los Panchos. El LP incluía diez canciones que variaban entre melodías tropicales y guapachosas. 
| N.º | Tema                    | Autor               | Arreglista          | Director         | Duración |
| --- | ----------------------- | ------------------- | ------------------- | ---------------- | -------- |
| 1   | El dinero no es la vida | Mario Molina Montes | Orq. Antonio Flores | Fam              | 2:32     |
| 2   | Valente Arellano        | Mario Molina Montes | Orq. Antonio Flores | SACM             | 2:48     |
| 3   | Gracias                 | Mario Molina Montes | Orq. Antonio Flores | SACM             | 2:30     |
| 4   | Muy tarde ya            | Mario Molina Montes | Orq. Antonio Flores | SACM             | 1:59     |
| 5   | Bien se ve              | Mario Molina Montes | Orq. Antonio Flores | SACM             | 2:13     |
| 6   | Como hiedra al zauce    | Guillen Barrios     | Orq. Antonio Flores | Pendiente        | 3:03     |
| 7   | La mucura               | Toño Fuentes        | Orq. Antonio Flores | Emmi             | 2:30     |
| 8   | El bobo de la yuca      | Marcos Perdomo      | Orq. Antonio Flores | Emmi             | 2:08     |
| 9   | La engañadora           | Paz Saenz Mario     | Orq. Antonio Flores | Emmi             | 3:25     |
| 10  | El túnel                | Enrique Jorrim      | Orq. Antonio Flores | Hermanos Márquez | 3:15     |

En 1987 Lyn May grabó su cuarto LP «Vividor» bajo la firma discográfica CBS.  En este álbum la vedette experimento con diferentes géneros como los boleros y las cumbias, así como baladas románticas con las que ya había experimentado en su álbum anterior.
| N.º | Tema                        | Autor               | Género |
| --- | --------------------------- | ------------------- | ------ |
| 1   | Vividor                     | Leonel Galvan Serna | Bolero |
| 2   | Ni a los talones            | Nacho Ortíz         | Bolero |
| 3   | Cariñosa                    | Julian May          | Bolero |
| 4   | Se cambiaron los papeles    | Nacho Ortiz         | Bolero |
| 5   | Apachurraditos              | Sonia Zalzar        | Cumbia |
| 6   | Ya estas para jubilarte     | Nacho Ortíz         | Bolero |
| 7   | Mira de lo que te pierdes   | Nacho Ortíz         | Balada |
| 8   | Ya me estoy cansando        | Leonel Galván Serna | Bolero |
| 9   | La coleccionista de varones | Nacho Ortíz         | Cumbia |
| 10  | Holgazan                    | Nacho Ortíz         | Bolero |

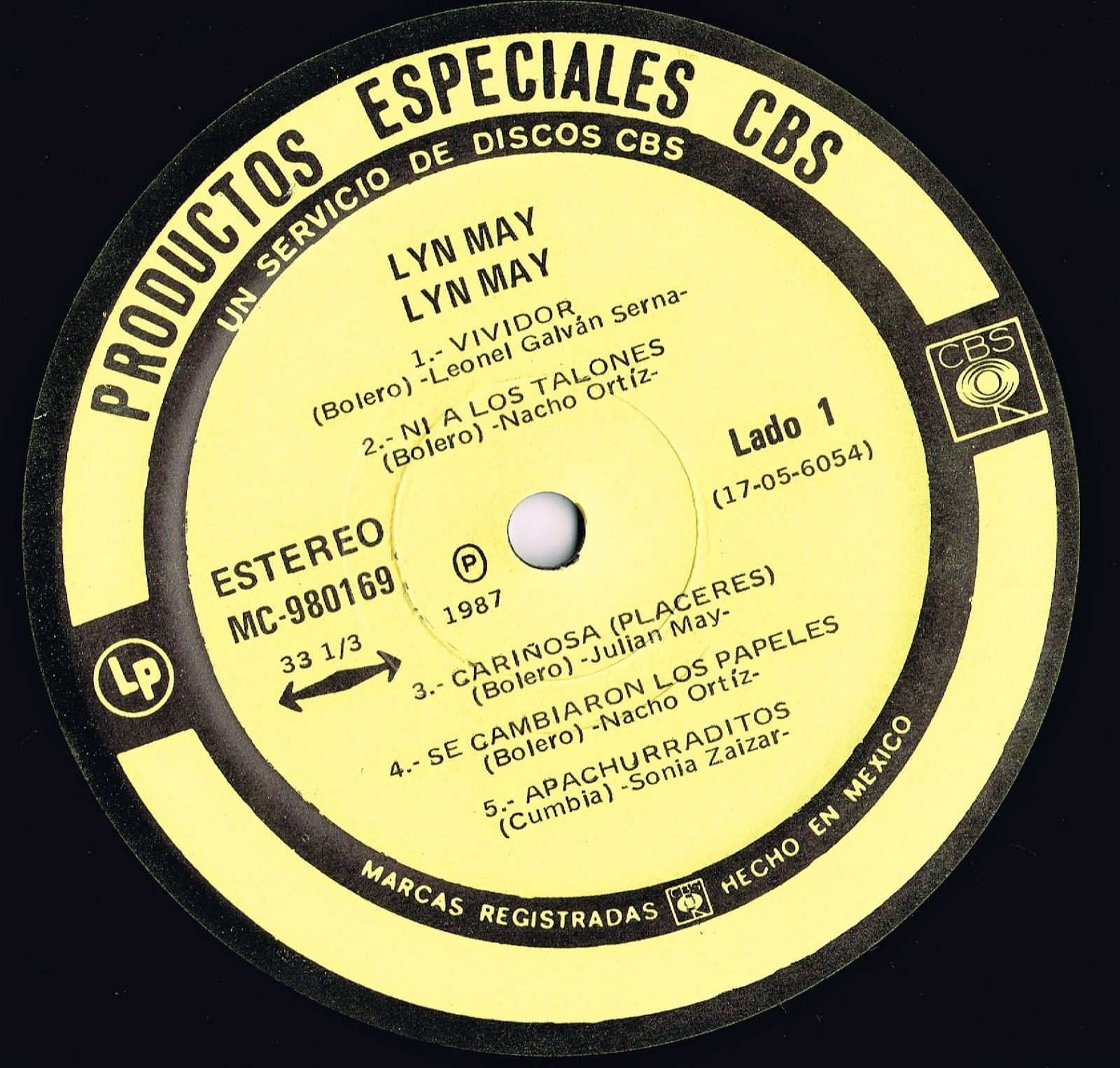
Lado "1" del LP «Vividor» de 1987.

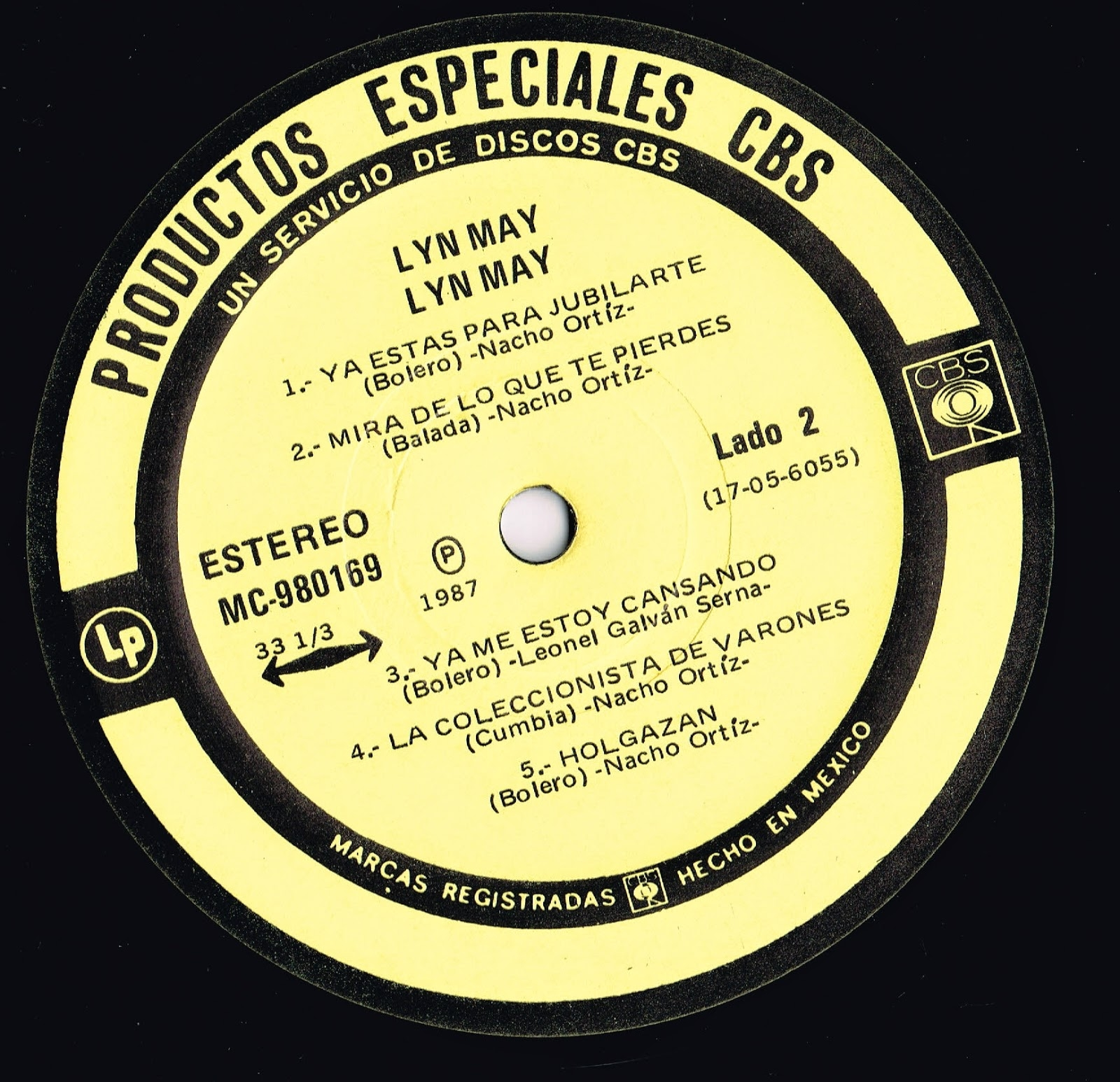
Lado "2" del LP «Vividor» de 1987.

El primer CD de la vedette llevó por título «Lyn May: La Reina del Corrido». Con este álbum la vedette dio un giro de 180 grados a su carrera ya que por primera vez interpretó en una producción música regional mexicana de la zona norte de México. En ese entonces la vedette se presentaba muy seguido en palenques y ferias de ciudades como Monterrey, Mazatlán y Acuña por mencionar algunas.
| N.º | Tema                            | Autor         | Género          | Duración |
| --- | ------------------------------- | ------------- | --------------- | -------- |
| 1   | Al corazón le vale              | Teodoro Bello | Bolero norteño  | 2:40     |
| 2   | Ok goodbye                      | Teodoro Bello | Cumbia norteña  | 3:13     |
| 3   | Lo supe tarde (Enamorada de ti) | Teodoro Bello | Bolero norteño  | 3:33     |
| 4   | El águila real                  | Teodoro Bello | Corrido norteño | 3:00     |
| 5   | No soy a tu manera              | Teodoro Bello | Bolero norteño  | 3:23     |
| 6   | El general traicionero          | Teodoro Bello | Corrido norteño | 2:57     |
| 7   | Ni las cenizas quedan           | Teodoro Bello | Bolero norteño  | 3:02     |
| 8   | Todos nos morimos               | Teodoro Bello | Corrido norteño | 2:26     |
| 9   | El plebe y el huerco            | Teodoro Bello | Corrido norteño | 2:42     |
| 10  | La fuga de los dos              | Teodoro Bello | Corrido norteño | 2:44     |

### Sencillos
- La loba (2021)
- Qué le pasa a Lupita (2022)
- CLARO QUE YES (2022; en colaboración con OG el movimiento)
- El ladrón (2024)
- A Bailalar (2024; en colaboración con Luis Antonio)
- Envidiosa (2024; en colaboración con OG el movimiento)
- La cariñosa (2024)

## Filmografía selecta

### Cine
- Tívoli (1974)
- Las ficheras (1977)
- Noches de cabaret (1978)
- Candelaria (1978)
- Las cariñosas (1979)
- Perro callejero (1980)
- Burlesque (1980)
- Las cabareteras (1980)
- Las braceras (1981)
- Las muñecas del "King Kong" (1981)
- Cuernos picantes (1983)
- Las nenas del amor (1983)
- Viva el chubasco (1983)
- Las perfumadas (1983)
- Adiós Lagunilla, adiós (1984)
- La casa que arde de noche (1985)
- Los lavaderos (1986)
- Las limpias (1987)
- La portera ardiente (1989)
- Los cargadores (1995)
- Bellas de noche (2016)

### Televisión
- Siempre en domingo (1973-74)
- Variedades de medianoche (1977)
- Yo no creo en los hombres (1991)
- Nosotros los guapos (2017)
- Vecinos (2021)[13]